# Deutsch Jahrndorf
Pour les articles homonymes, voir Jahrndorf.
Deutsch Jahrndorf est une commune d'Autriche, dans le Burgenland. Elle fait partie du district de Neusiedl am See.